# Siegmund Vollmann
Siegmund Vollmann (* 1871 in Schwarza, Thüringer Wald; † 31. Dezember 1946 in Frankreich) war ein deutscher Arzt und langjähriger Schriftleiter des Deutschen Ärzteblatts.

## Leben
Vollmann studierte Medizin in Berlin und Würzburg, erhielt 1894 seine Approbation. Ab 1896 arbeitete er in Berlin als Facharzt für Gynäkologie. 1916 übernahm er die Schriftleitung des Deutschen Ärzteblatts. Er war damit dessen erster fest angestellter Chefredakteur. Seine Qualifikation kam nach eigenen Angaben von zehn Jahren Autorenschaft in der „Berliner Klinischen Wochenschrift“. Ab 1925 vertrat Siegmund Vollmann die deutsche Ärztejournalistik in der „Vereinigung der medizinischen Fachpresse“ und in internationalen Fachverbänden.

1930 legte er sich mit einer Reihe von progressiven Ärzten an, die sich mit Sozialhygiene beschäftigten. Im Ärzteblatt kritisierte Vollmann ein Plakat der Dresdner Hygiene-Ausstellung, das den Zusammenhang zwischen Armut und Tuberkulose statistisch darstellte. Er schrieb:
„In einer der sozialen Hygiene und Fürsorge dienenden Ausstellung muß es seltsame Gefühle erwecken, wenn solche Tabelle kündet, daß bei einem Jahreseinkommen von 1050 Mark 90 von 10.000, bei einem Einkommen von 27 000 Mark nur 5,5 von 10.000 an Tuberkulose sterben. Gerade diese Unterschiede sollen ja durch die Sozialhygiene verwischt werden, jenes furchtbare Gesetz der Wechselwirkungen zwischen Krankheit und Armut, das Klassenerbitterung erzeugen muß, durchbrochen werden. Solche Tabelle ist also mindestens überflüssig.“
Unmittelbar nach der Machtergreifung der Nationalsozialisten 1933 verlor Vollmann wegen seiner jüdischen Abstammung die Anstellung beim Ärzteblatt. Er praktizierte noch bis zum 30. September 1938 als Allgemeinmediziner in Berlin-Schöneberg, bevor er mit seiner Frau am 9. August 1939 nach England auswanderte. Vermutlich nach dem Ende des Zweiten Weltkriegs ging das Ehepaar nach Frankreich, wo sie eine Woche hintereinander starben.
Siegmund Vollmann ist nicht zu verwechseln mit Heinrich Vollmann, einem Berliner Arzt, der in den 1920er Jahren Experimente an rachitischen Kindern unternahm, die für weites Aufsehen sorgten.